# Paralelepiped
Paralelepiped je tijelo u n-dimenzionalnom afinom prostoru koje generalizira pojam paralelograma na više dimenzija. U starijoj se literaturi u općoj dimenziji govorilo ponekad i paralelotop, a termin paralelepiped se rezervirao samo za slučaj 3 dimenzije. 
Paralelepiped (ili, rjeđe, paralelopiped) u trodimenzionalnom Euklidskom prostoru je prizma kojoj su osnovice paralelogrami. 
Sve se četiri prostorne dijagonale paralelepipeda sijeku u istoj točki, koja im je ujedno i polovište. 
Najpoznatiji specijalni oblici paralelepipeda su kvadar (kojemu je osnovica pravokutnik) i kocka.